# Retrato de uma Senhora
Retrato de uma Senhora (em inglês: The Portrait of a Lady) é um livro de Henry James, publicado em 1881.
A personagem principal de Retrato de uma Senhora, Isabel Archer, quer mais é viver a vida. A jovem é trazida dos Estados Unidos para a Inglaterra, mais especificamente para uma grande propriedade no interior, por sua tia, Mrs. Touchett, depois da morte da irmã, mãe de Isabel. Na propriedade vivem o sr. Touchett, e seu filho Ralph, que por conta de uma saúde frágil, passa seus dias a receber amigos em visitas amenas. Um desses amigos é Lord Warburton, um vizinho tão abastado quanto ele, que gasta sua existência em bailes e recepções nos salões de Londres e outros grandes centros europeus.
Logo ao chegar Isabel com sua personalidade cativante encanta a todos e acaba provocando sentimentos amorosos em seu primo Ralph e também em seu amigo Lorde Warburton. Mas a despeito da corte que lhe fazem, a moça não tem intenção de se envolver com ninguém. Seus planos dizem respeito a viagens pelo mundo, conhecendo pessoas e terras distantes. Sem laços que a prendam a uma vida doméstica e comum como tanto buscam a maioria das jovens da sua idade.Isabel recebe a visita de sua amiga Henrietta Stackpole, uma jovem e idealista aspirante a jornalista que desdenha e despreza as afetações e luxos da burguesia e vai contra tudo que inferiorize as mulheres ou as reduza a simples bibelôs dos senhores da corte. A última coisa que ela gostaria seria ver sua amiga casada com um desses “lordes” sem cultura que apenas prezavam o dinheiro e suas amplas propriedades.
Mas com a morte de Mr. Touchett, Isabel, através da intervenção de Ralph, acaba herdando uma boa fortuna de seu tio. Assim, passa a ser alvo da cobiça de aproveitadores como a Sra. Serena Merle que se faz passar por sua amiga apenas para influenciá-la a se casar com um seu ex-amante, Gilbert Osmond. Um homem rigoroso e sem muitos escrúpulos que vive de conquistas e mantém sua filha pequena num colégio de freiras. Isabel acaba cedendo às artimanhas e a lábia de Osmond, casando-se, assim, e aos poucos mudando toda a sua forma de encarar a vida.Renunciando a seus desejos e planos antigos para se tornar o exato oposto do que almejava.
O rejeitado Lord Warburton, retira-se de cena mas não consegue se livrar do amor que sente por Isabel. Muitos anos depois, ele tentará desposar a filha de sua antiga paixão. Mas, na verdade seu objetivo é ainda tentar convencer Isabel do erro cometido há muitos anos quando deposou Osmond sem saber que havia caído numa armadilha engendrada por sua falsa amiga Serena Merle.
Henry James não tinha o cinismo de um Balzac (1799-1850), nem denunciava a hipocrisia da sociedade como um Flaubert (1821-1880) mas foi influenciado pelas obras do primeiro que decidiu se tornar escritor. Mas se em Balzac é o dinheiro o que move as decisões de seus personagens e se em Flaubert eles são escravos de suas emoções e desejos, os de James – especificamente estes de “Portrait...” – são acima de tudo, conformistas.Todos muito confortáveis em suas posições e não esperando muito da vida, sem grandes aspirações.E se algum deles as têm – como é o caso da jovem Archer – o tempo e as circunstâncias se encarregarão de dissipá-las, até que se tornem meras e vagas lembranças de um passado distante.

## Personagens
- Isabel Archer - heroína